# Canna Maria Louise Popta
Canna Maria Louise Popta (Breda, 31 mei 1860 – Leiden, 13 juni 1929) was een Nederlands bioloog en ichtyoloog.

## Biografie
Popta behoorde tot de groep eerste vrouwen die studeerden aan de Universiteit Leiden. In 1896 behaalde ze haar onderwijsdiploma in de aard-, delfstof-, dier en plantkunde. Aansluitend ging ze naar de Universiteit van Bern waar ze onder supervisie van Eduard Fischer promoveerde op het botanische proefschrift "Beitrage zur Kenntnis der Hemiasci".
Kort na haar promotie verkreeg ze een positie aan het Rijksmuseum van Natuurlijke Historie in Leiden als amanuensis van de curator van reptielen, amfibieën en vissen. Tijdens haar carrière in het museum concentreerde ze zich voornamelijk op de ichtyologie, de tak van de wetenschap die zich bezighoudt met de studie naar vissen. In het museum had ze het (als vrouw) moeilijk en was vaak in conflict met de twee directeuren waar ze onder werkte, Fredericus Anna Jentink en Eduard Daniël van Oort, mede omdat die haar niet hoog aanschreven. Desondanks werd ze in 1891 benoemd tot curator van de afdeling ichtyologie.
Popta heeft ongeveer vijftig wetenschappelijke en semi-populaire artikelen gepubliceerd. Hieronder bevond een compilatie van zoetwatervissen verzameld in Borneo, Nederlands-Indië. Ook probleerde ze P. Bleekers "Atlas Ichthyologique des Indes Orientales néerlandaises", dat door het overlijden van Bleeker onvoltooid was gebleven, te voltooien en te publiceren. Maar vanwege economische problemen dit werd stopgezet. De platen werden uiteindelijk in 1983 gepubliceerd, maar tegen die tijd werd de tekst als te verouderd beschouwd om gepubliceerd te worden.
In 1928 ging ze met pensioen en ze overleed het jaar erop.
- Gemeinsame Normdatei: 1025142659
- International Standard Name Identifier: 0000 0003 9607 3564
- Nederlandse Thesaurus van Auteursnamen: 151335346
- Système universitaire de documentation: 265639514
- Virtual International Authority File: 290920055
- WorldCat: E39PBJy8vVJvgcxK4mm8ktTWDq